# 耳斑逍遥蛛
耳斑逍遥蛛（学名：Philodromus auricomus）为逍遥蛛科逍遥蛛属的动物。分布于朝鲜、日本以及中国大陆的辽宁、河北、山东、河南、四川等地，常生活于树林、灌木丛及杂草丛中。该物种的模式产地在日本。